# Canton de Tarbes-5
Le canton de Tarbes-5 est un ancien canton français situé dans le département du Hautes-Pyrénées. Il était composé d'une partie de Tarbes.

## Histoire
Le canton a été créé par décret du 23 juillet 1973 réorganisant les cantons de Tarbes-Nord et Tarbes-Sud.
Par décret du 25 février 2014, le nombre de cantons du département est divisé par deux, avec mise en application aux élections départementales de mars 2015. Le canton de Tarbes-5 est supprimé par ce décret.

## Composition
Lors de sa création, le canton de Tarbes-V était constitué de la portion de territoire de la ville de Tarbes déterminée au Nord par la rue François-Marqués, la rue Sainte-Catherine, la promenade du Pradeau et le cours Reffye, à l'Ouest par les limites de la commune d'Ibos, au Sud par celles de la commune d'Odos et à l'Est par l'avenue du Régiment-de-Bigorre et la rue Carnot.

## Représentation
| Période | Période | Identité            | Étiquette | Qualité                                                                                    |
| ------- | ------- | ------------------- | --------- | ------------------------------------------------------------------------------------------ |
| 1973    | 1985    | André Guerlin       | PS        | Professeur Député (1967-1968 et 1973-1978)                                                 |
| 1985    | 1998    | Jean Journé         | UDF-Rad.  | Professeur conseiller municipal de Tarbes                                                  |
| 1998    | 2015    | Jean-Claude Palmade | PS        | Professeur puis proviseur Vice-Président du Conseil Général Conseiller municipal de Tarbes |